# Venta de Baños
Venta de Baños ist eine kleine Stadt und eine Gemeinde (municipio) mit 6.331 Einwohnern (Stand: 2024) im Norden Zentralspanien in der Provinz Palencia in Kastilien und León.

## Lage und Klima
Die Stadt liegt etwa zehn Kilometer südlich der Provinzhauptstadt Palencia am Zusammenfluss von Río Carrión und dem Río Pisuerga im Nordwesten der landwirtschaftlich genutzten Hochebene Tierra de Campos in einer Höhe von ca. 723 m. Das Klima im Winter ist gemäßigt, im Sommer dagegen trocken und warm; Regen (ca. 430 mm/Jahr) fällt überwiegend im Winterhalbjahr.

## Verkehr
Venta de Baños ist ein wichtiger Verkehrsknotenpunkt, wo der Verkehrsweg nach Santander an der Atlantikküste vom demjenigen von Madrid in Richtung spanisch-französischer Grenze bei Irun abzweigt. Der Ort wurde 1860 von der Eisenbahngesellschaft Norte an der Stelle des Trennungsbahnhof gegründet. Die Staatsbahn Renfe gehört noch heute zu den wichtigsten Arbeitgeber der Stadt. Die Bahnstrecke Madrid–Hendaye führt über Venta de Baños.

## Partnergemeinden
- Coulounieix-Chamiers, Aquitanien, Frankreich
- Tifariti, de facto Hauptstadt der Westsahara